# ダルムシュタット工科大学
ダルムシュタット工科大学（ダルムシュタットこうかだいがく、ドイツ語: Technische Universität Darmstadt）は、ドイツのヘッセン州ダルムシュタットにある大学。略称はTUダルムシュタット。

## 概要
1877年に10月10日にヘッセン大公ルートヴィヒ4世によって技術学校から昇格し、創立された。
ダルムシュタットは、ヘッセン州の都市でフランクフルトの南30km（電車で約60分）に位置している。市内と郊外のリヒトヴィーゼにキャンパスを構え、付近には重イオン研究所もあり連携している。1883年に世界初の電気工学部を設立するなど、ドイツの工科連合TU9のメンバー校であり、数々の著名人を輩出している。

## 歴史
- 1836年に高等専門学校（Höhere Gewerbeschule）を起源とする
- 1844年に自前の建物を保有
- 1864年に工科学校（Technische Schule）になった[3]
- 1868年にヘッセン大公技術学校（Großherzoglich Hessische Polytechnische Schule）となった[3]
- 1877年ヘッセン大公ルートヴィヒ4世によって、ダルムシュタット工科大学（Technische Hochschule Darmstadt）として昇格し、創立された[3]
- 1881年から1882年にかけて大学を閉校にするかどうか議論が続いた
- 1883年に世界初の電気工学部を設立し、その後、人気を回復した
- 1895年に町の中心部のHochschulstrasseに大学の新しい建物が建てられた[3]
- 1899年 学位授与権を獲得[3]
- 1913年に航空工学の講座が設置された
- 1924年には工学ではない教養教育が数学自然科学と人文社会科学に分かれた
- 1933年1月にはナチスによる政治支配が急速に大学にも及んだ[3]
- 1933年10月には指導原理に従った新体制が実施され、学長は州政府から任命されるようになり、ユダヤ人の科学者はダルムシュタットからも脱出していった[3]
- 1944年9月に爆撃で、大学の大部分の建物を含む町の8割が破壊された
- 1945年に連合軍の命令で大学は短期間ではあったものの閉鎖された
- 1946年に再開された
- 1947年に工学教育の国際会議を開催した。
- 1960年代後半から70年代前半にかけてリヒトヴィーゼに第二キャンパスが建設された[3]
- 1970年代の半ばに学生の急激な増加があった
- 1997年10月から大学名をTechnische Hochschule Darmstadtから、Technische Universität Darmstadtに変えた[3]

## 学部
- 建設
- 土木
- 生物
- 化学
- 情報工学
- 人文科学
- 機械工学
- 計算機科学
- 数学
- 物理学

## ギャラリー

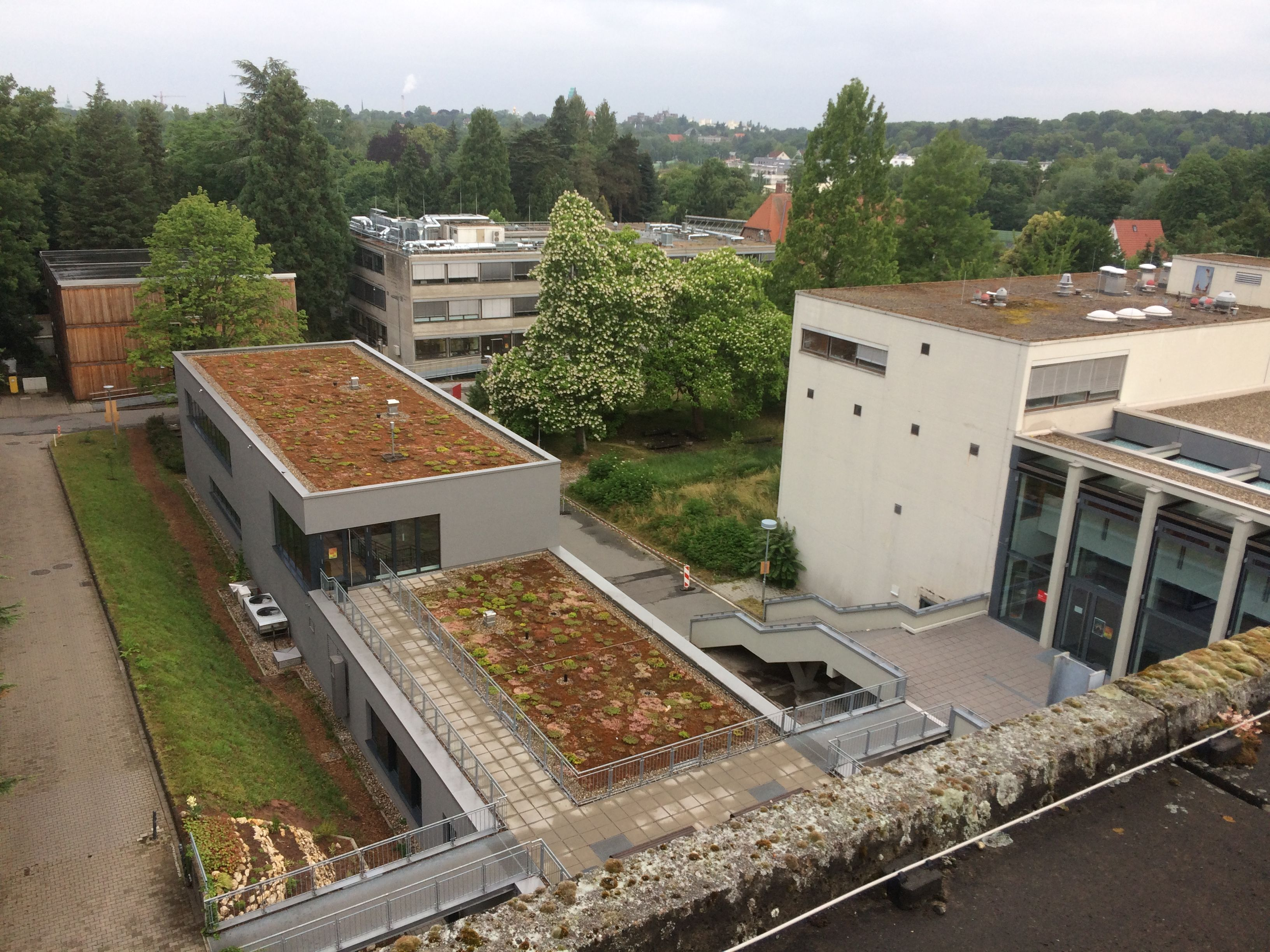
構内
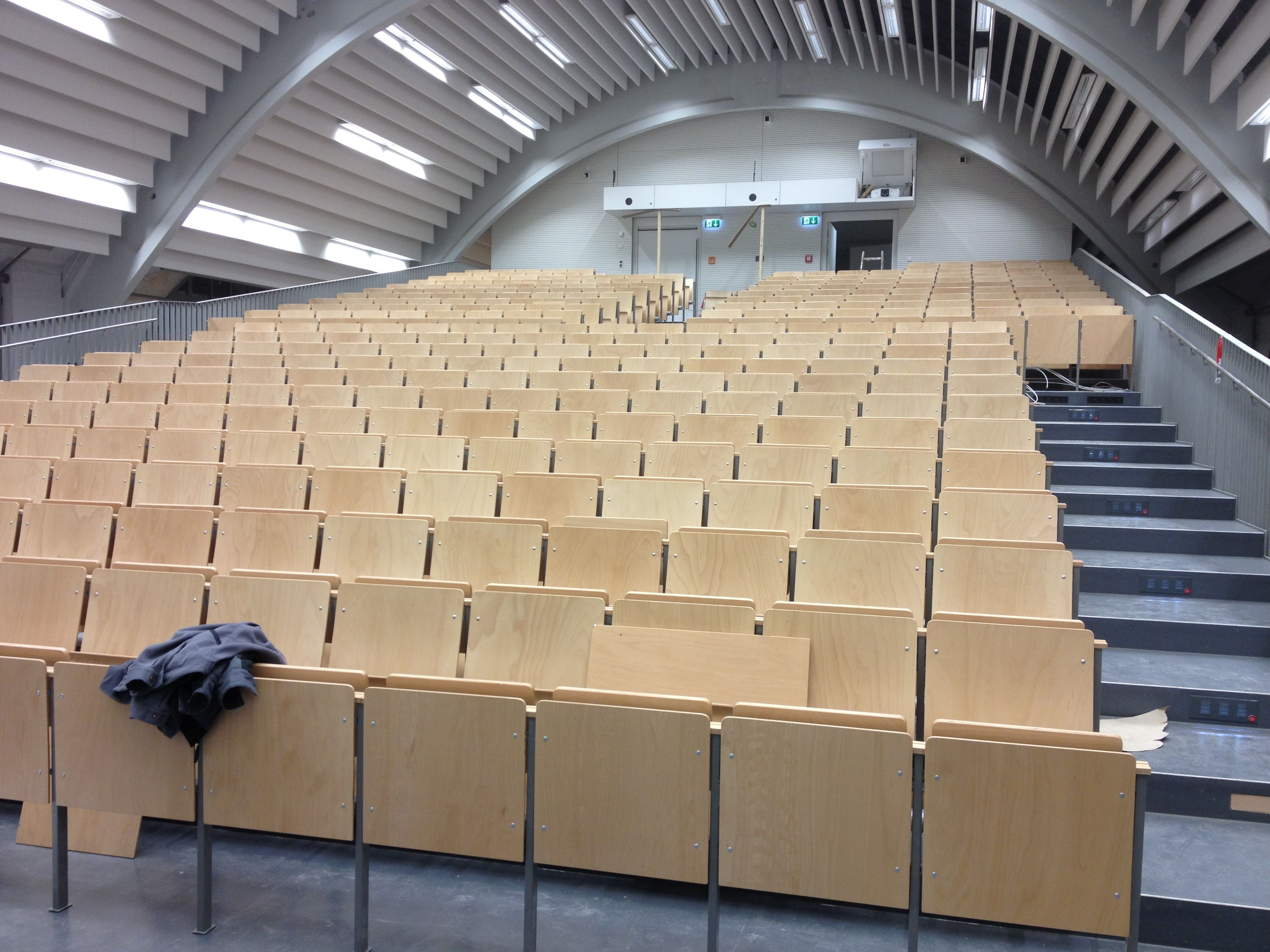
講堂
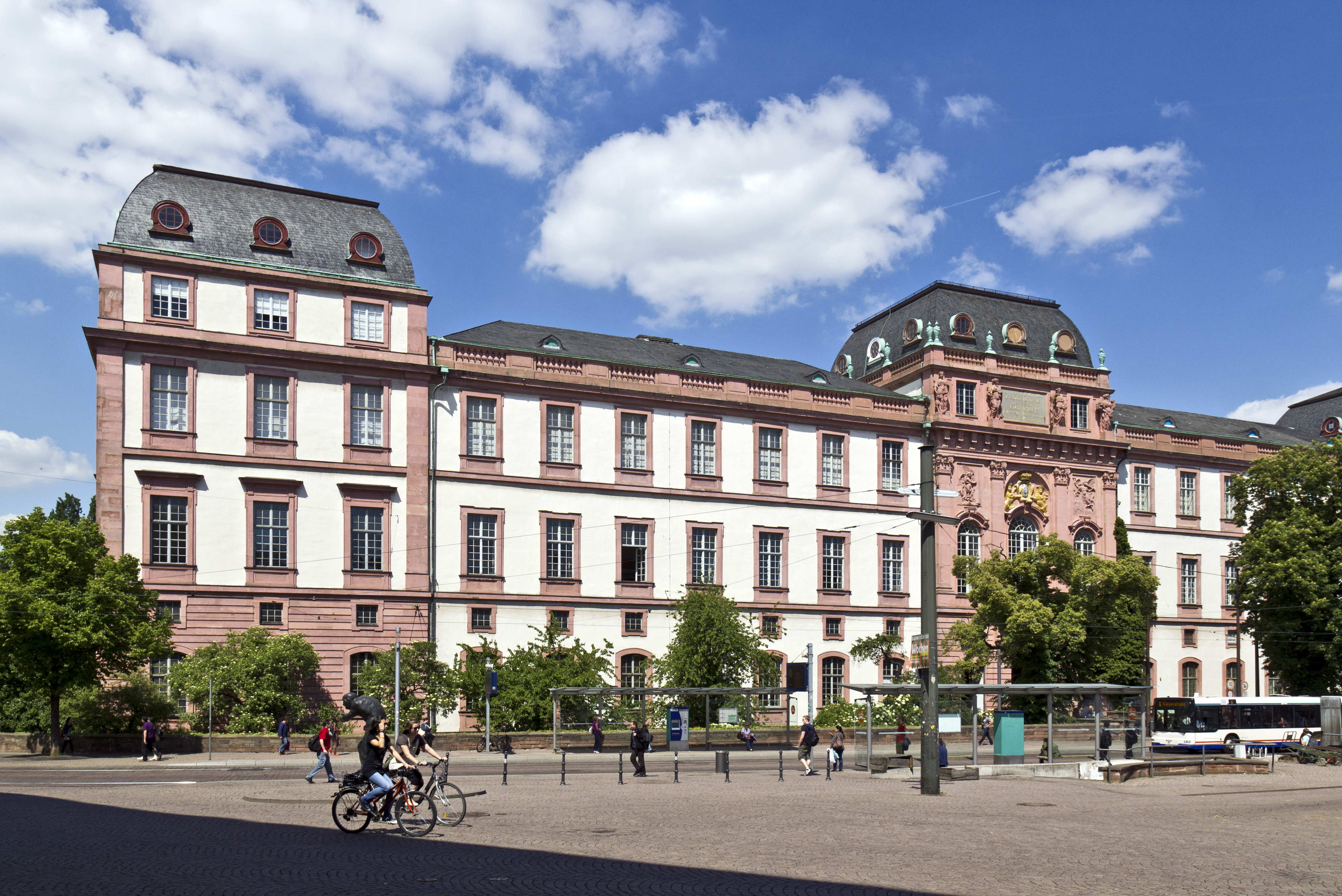
建物
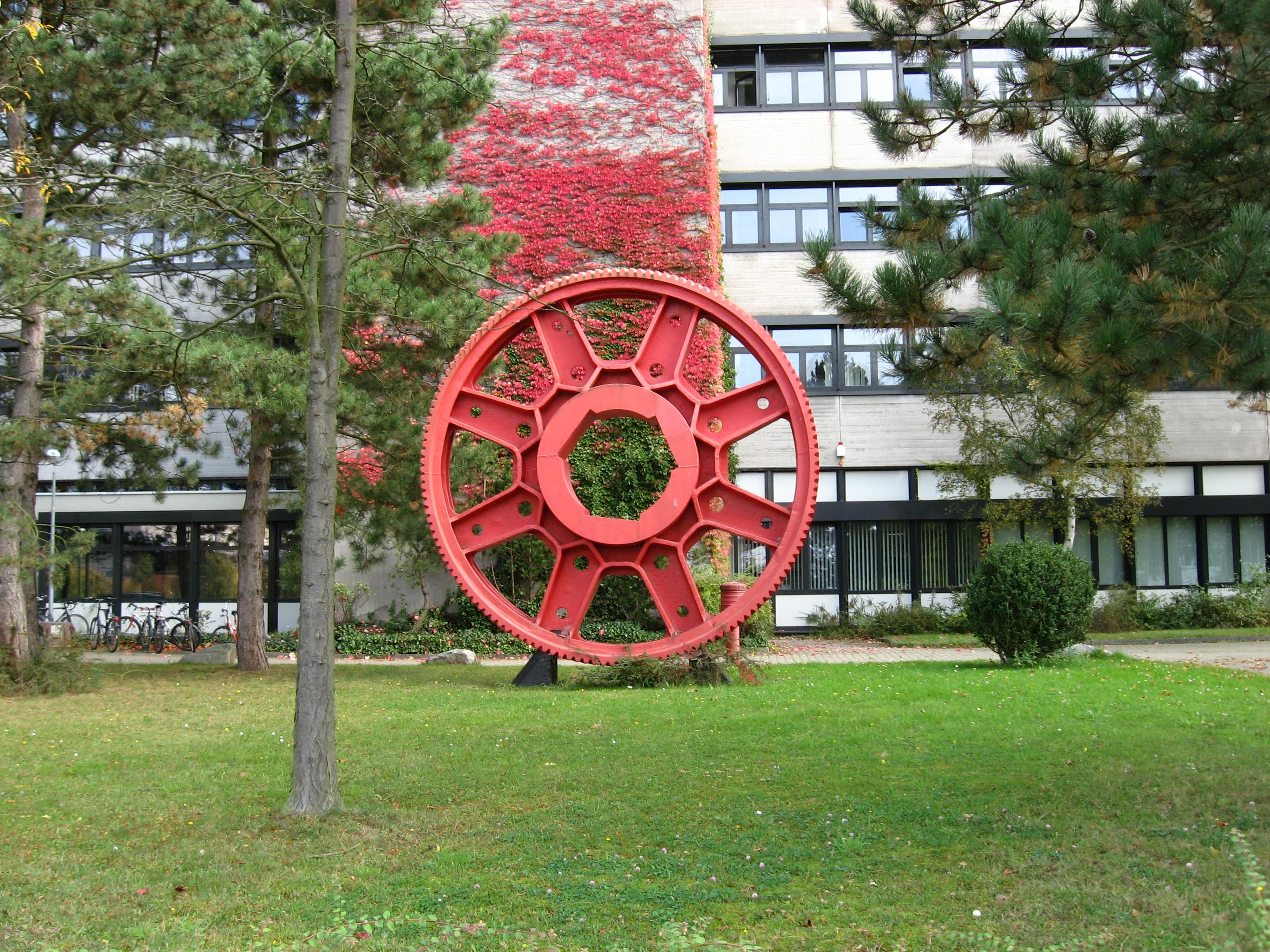
モニュメント

## 著名な卒業生
- ペーター・グリューンベルク：ノーベル物理学賞受賞者
- ゲルハルト・ヘルツベルク：ノーベル化学賞受賞者
- カール・アダム・ペトリ：ドイツの数学者・計算機科学者、ペトリネットの発明者
- オリバー・ジプセ：BMW AG取締役会会長
- クラウス・ディーター・フェーリンガー(Klaus-Dieter Vöhringer)：元ダイムラー・クライスラー（現メルセデス・ベンツ・グループ）CEO
- 高木剛：日本の数学者、東京大学大学院情報理工学系研究科教授

## 日本における協定校
- 新潟大学
- 長岡技術科学大学
- 長岡工業高等専門学校
- 大阪大学